# Ettore Lo Gatto
Pour les articles homonymes, voir Gatto.
Ettore Lo Gatto (né le 20 mai 1890 à Naples, mort 16 mars 1983 à Rome) est un essayiste et critique littéraire italien, slavisant, traducteur de russe et membre de l'Académie des Lyncéens. Explorateur de la littérature russe, bulgare, polonaise, tchèque et biélorusse, traducteur en italien des œuvres  de Fiodor Dostoïevski, Alexandre Pouchkine et d'autres écrivians slaves. Membre correspondant de nombreuses académies européennes.

## Biographie
Lo Gatto est né à Naples en Italie. Il passe sa jeunesse à Port-Maurice en Ligurie, dans le nord de l'Italie. Ses deux premiers romans sont publiés pendant son adolescence.
Il est diplômé de droit de l'université de Naples. Au cours de sa formation  pratique en matière juridique de médecine légale, il poursuit en même temps des études de philosophie. Puis il s'intéresse à la germanistique et voyage à Munich, Heidelberg, Bayreuth et Zurich.
Durant la première Guerre mondiale, après avoir participé aux combats avec le grade de lieutenant, il est fait prisonnier sur le front en Autriche et est interné dans un camp de concentration à Sigmundsherberg. C'est durant ce séjour forcé qu'il entre en contact avec la culture russe et se met à l'étude de la langue russe.  
Il publie également entre 1915 et 1919, pour une maison d'édition napolitaine, quelques traductions de Hans Sachs, Friedrich Nietzsche et Richard Wagner. En 1919, sortent ses premières traductions du russe, poursuivant ainsi la tradition commencée par Angelo De Gubernatis (1840-1913) et Domenico Ciampoli (1855-1929). L'année suivante, est fondée la revue Russia (Russie, 1920-1926). Puis commence sa collaboration avec l'Institut de recherche d'Europe de l'Est fondé en 1921 à Rome et l'ouverture  à son initiative de chaires slaves dans les universités d'Italie. En 1926 il crée la revue Rivista delle letterature slave (Revue de littérature slave, 1926-1932). Il a été corédacteur de la revue L'Europa Orientale (L'Europe orientale). Lo Gatto a été titulaire de la chaire de littérature slave à l'université de Padoue, de la chaire de littérature russe à Rome (Université de Rome « La Sapienza »).

## Travaux dans le domaine de la littérature et de l'histoire sociale
Dans le domaine des études littéraires et de l'histoire sociale Lo Gatto  publie : Histoire de la littérature russe des origines à nos jours (Tome 1-7, 1927-45; un des chapitres s'intitule Littérature de l'époque kievienne), Histoire de la Russie (1946), Le servage et le mouvement de libération en Russie  (1946), Histoire du théâtre russe (1952), Histoire de la littérature russe contemporaine (1958),  Le mythe de Saint-Pétersbourg (1960), Russie et Italie. Depuis le XVIIe siècle jusqu'à nos jours(1971).
Dans son ouvrage Les artistes italiens en Russie (Tome. 1-3, 1927, 1934, 1943) il insère beaucoup d'informations sur les activités des italiens en Ukraine du  XVIIIe siècle au XXe siècle. En 1931 et en 1960, il visite l'URSS, considérant sa mission de slaviste comme un moyen de rapprocher les peuples.

## Œuvres en italien
- Poesia Russa della Rivoluzione, Roma, Alberto Stock Editore, 1923.
- Letteratura russa, Paolo Cremonese Editore, Roma, 1928.
- Vecchia Russia, Istituto per l'Europa Orientale, Roma, 1929.
- Storia della letteratura russa, 1927-1945 (ora Sansoni, Firenze, 2000).  (ISBN 8838318654 et 9788838318658)
- Gli artisti italiani in Russia, nella raccolta “L'opera del genio italiano all'estero”, Roma, Libreria dello Stato, 1932-1943.

1. I. Gli architetti a Mosca e nelle province, Roma, Libreria dello stato, 1932.
2. II. Gli architetti del sec. XVIII a Pietroburgo e nelle tenute imperiali, Roma, Libreria dello Stato, 1933.
3. III. Gli architetti del secolo XIX a Pietroburgo e nelle tenute imperiali, 1943.

- Puskin: storia di un poeta e del suo eroe, Mursia, Milano 1959, Premio Viareggio 1960[3]
- Il mito di Pietroburgo. Storia, leggenda, poesia, Milano, Feltrinelli, 1960.

## Œuvres traduites en français
- Histoire de la littérature russe, Desclée de Brouwer, 1965 (Storia della letteratura russa ; trad. M. et A.-M. Cabrini)
- Le mythe de Saint-Pétersbourg : histoire, légende, poésie [« Il Mito di Pietroburgo »], Saint-Amand-Montrond, Éd. de l'Aube, 1995, 343 p. (ISBN 978-2-87678-206-8)